# Resolució 573 del Consell de Seguretat de les Nacions Unides
La Resolució 573 del Consell de Seguretat de les Nacions Unides, aprovada el 4 d'octubre de 1985 després d'haver-se escoltat una denúncia per part de Tunísia, el Consell va condemnar l'atac aeri al país per la Força Aèria Israeliana de l'Israel l'1 d'octubre. La seu de l'Organització d'Alliberament de Palestina (PLO) va ser objectiu de l'atac, després que Israel hagués respost a l'assassinat de tres ciutadans israelians a Xipre.
El Consell va recordar als Estats que s'abstinguessin de les amenaces o l'ús de la força en les seves relacions internacionals, d'acord amb la Carta de les Nacions Unides. Tenint en compte que Israel havia admès a l'atac immediatament després de dur-lo a terme, el Consell exigia que Israel s'abstingués d'aquests atacs, i va instar els Estats membres a dissuadir-ne Israel d'això. També va assenyalar que Tunísia tenia dret a les reparació tenint en compte la pèrdua de vides i el dany material causat.
Finalment, la Resolució 573 va demanar al Secretari General de les Nacions Unides que presentés un informe sobre l'aplicació de la resolució actual abans del 30 de novembre de 1985.
La resolució va ser aprovada per 14 vots a cap, amb una abstenció dels Estats Units.